# Alright, Still
Alright, Still es el álbum debut de la cantante inglesa Lily Allen. Fue lanzado al mercado el martes 18 de julio de 2006 por EMI Records. De este se desprenden cinco sencillos de los cuales se destaca "Smile", el cual llegó al primer puesto en el UK Singles Chart.

## Lista de canciones
1. "Smile" (Allen, Iyiola Babalola, Darren Lewis, Jackie Mittoo, Clement Dodd) – 3:17
2. "Knock 'Em Out" (Allen, Babalola, Lewis, Earl King) – 2:53
3. "LDN" (Allen, Arthur "Duke" Reid, Babalola, Lewis) – 3:10
4. "Everything's Just Wonderful" (Allen, Greg Kurstin) – 3:28
5. "Not Big" (Allen, Kurstin) – 3:16
6. "Friday Night" (clean) (Allen, Pablo Cook, Jonny Bull) – 3:06
7. "Shame for You" (Allen, Blair Mackichan) – 4:06
8. "Littlest Things" (Allen, Mark Ronson, Pierre Bachelet, Hervé Roy) – 3:02
9. "Take What You Take" (Allen, Lewis, Babalola) – 4:06
10. "Friend of Mine" (Allen, Babalola, Lewis, O'Kelly Isley, Ernest Isley, Rudolph Isley, Ronald Isley, Marvin Isley, Chris Jasper) – 3:57
11. "Alfie" (Allen, Kurstin) – 2:46

- U.K. iTunes exclusive edition

1. "Blank Expression – 2:30

- U.K. Bonus Track

1. "Nan You're a Window Shopper"  (Allen, Babalola, Lewis) – 2:58
2. "Smile (Mark Ronson Version Revisited)" – 3:13

- Japan edition

1. "Cheryl Tweedy" – 3:15
2. "Absolutely Nothing" – 4:02

## Lista de posiciones

### Semanal
| Gráfico (2006–07)                 | Pico de posición |
| --------------------------------- | ---------------- |
| Australia (ARIA)                  | 7                |
| Australia Urban Albums (ARIA)     | 1                |
| Bélgica (Ultratop flamenca)       | 24               |
| Bélgica (Ultratop valona)         | 79               |
| Canadá (Billboard)                | 21               |
| Países Bajos (Album Top 100)      | 27               |
| Europa (Billboard)                | 15               |
| Francia (SNEP)                    | 47               |
| Irlanda (IRMA)                    | 6                |
| Italia (FIMI)                     | 92               |
| Nueva Zelanda (Recorded Music NZ) | 22               |
| Noruega (VG-lista)                | 15               |
| Escocia (Scottish Albums Chart)   | 4                |
| Suecia (Sverigetopplistan)        | 43               |
| Suiza (Schweizer Hitparade)       | 53               |
| Reino Unido (UK Albums Chart)     | 2                |
| Estados Unidos (Billboard 200)    | 20               |

## Fechas de lanzamiento
| País           | Fecha                    | Discográfica               | Formato |
| -------------- | ------------------------ | -------------------------- | ------- |
| Europa         | 14 de julio de 2006      | Regal, Parlophone, Capitol | CD      |
| Reino Unido    | 17 de julio de 2006      | EMI, Regal, Parlophone     | CD      |
| México         | 24 de julio de 2006      | EMI                        | CD      |
| Australia      | 29 de julio de 2006      | Capitol                    | CD      |
| Tailandia      | 4 de agosto de 2006      | Parlophone                 | CD      |
| Brasil         | 25 de agosto de 2006     | Capitol                    | CD      |
| Canadá         | 19 de septiembre de 2006 | Capitol, Parlophone        | CD      |
| Japón          | 4 de octubre de 2006     | Toshiba-EMI                | CD      |
| Estados Unidos | 30 de enero de 2007      | Capitol                    | CD      |